# 马法
马法（英語：Law of the Horse）是一个在互联网发展初期用于形容网络法发展状况的一个术语。
“马法”这个术语最早在1996年的网络法会议上由美国联邦第七巡回上诉法院的弗兰克·H·伊斯特布鲁克法官提出。伊斯特布鲁克同时也在芝加哥大学工作，随后他在芝加哥大学法律论坛上发表了《网络与马法》（Cyberspace and the Law of the Horse）一文，在论文中他反对把网络法作为法律研习与诉讼中的一个专门部分。伊斯特布鲁克引用了时任斯坦福大学校长格哈德·卡斯帕尔创造的短语马法，并使用了卡斯帕尔的观点反对网络法的专门研习：

……学习适用于专门领域的法律最好的方法是学习总则部分。有许多的案例关于马的销售；其他一些案例关于马踢人的侵权；还有案例关于一些关于养马许可以及赛马，也有关于给马配备兽医，或者是有关于马术表演的案例。把这些案例集合为一部“马法”是注定了会很肤浅且无法统一原则。

伊斯特布鲁克的理论受到了哈佛法学院的勞倫斯·雷席格教授的挑战。1997年4月，莱斯格发表于波士頓大學法学院研讨会的论文《马法：网络法可能教给我们什么》（The Law of the Horse: What Cyberlaw Might Teach） 认为法律概念与规定需要随着互联网环境的高速发展而演变。